# Parunguis kernensis
Parunguis kernensis är en mångfotingart som beskrevs av Chamberlin, R. 1941. Parunguis kernensis ingår i släktet Parunguis och familjen småjordkrypare. Inga underarter finns listade i Catalogue of Life.